# Šlajferka
Šlajferka (Schleiferka) je klášter a bývalá usedlost v Praze 6-Břevnově, která se nachází na rohu ulic Na Malovance a Na Petynce a její zahradou v jižní části protéká potok Brusnice. Je chráněna jako kulturní památka České republiky.

## Historie
Nejméně od 14. století patřily pozemky klášteru svatého Jiří na Pražském hradě. Prvním doloženým majitelem zahrady byl Mikuláš Vopřetický a jeho dědicové, kteří jsou zde uváděni koncem 16. století. Roku 1607 připadla zahrada, vinice, pole a louka jako odúmrť zpět klášteru. Majetek se však dostal zpět do rukou Marty Vopřetické z Libenberka a ta jej předala svému druhému manželovi Adamu Schleichertovi, po kterém získala usedlost název.
Během třicetileté války byla Šlajferka zpustošena. Do konce 17. století ji nový majitel obnovil. Dvůr se na čas dostal mimo původní rodinu; vrátil se až sňatkem s Filipem Adolfem Schleichertem a v držení rodiny byl až do roku 1787. Na Šlajferce je k tomu roku uváděna vinice, sad, budova a nádrž na vodu.
Roku 1806 koupil usedlost a sousední Petynku František říšský hrabě von Sickingen a oba dvory spojil. Později se majitelé opět rychle střídali, usedlosti se rozdělily a Šlajferka se na čas spojila se sousední Malovankou. Kolem poloviny 19. století k ní patřila zahrada s ovocnými stromy, louky a pole o výměře přes 6 jiter.

### Klášter
Roku 1922 koupila Šlajferku Kongregace Školských sester řádu svatého Františka. Řád usedlost značně přestavěl a rozšířil pro své potřeby. V prvním patře zřídil kapli a dvě sakristie a v dalších dvou patrech ubytovací místnosti.

### Po roce 1939
Klášter byl za okupace zabaven a sídlila v něm německá posádka. Po skončení války převzal budovu v roce 1947 ONV v Praze 5, který zde zřídil své kanceláře; sídlo ONV Praha 5 zde bylo až do 1. července 1960, kdy došlo ke sloučení části Prahy 5 a 6 v jeden velký obvod Prahy 6. Kapli ONV roku 1957 přestavěl na kulturní síň a oltář převezl do kostela svatého Fabiána a Šebestiána v Liboci. Roku 1960 se objekt stal sídlem Obvodního kulturního domu (OKD) Prahy 6. Od 60. let 20. století[zdroj?] měla v bývalé kapli Československá televize nahrávací studio, a to až do 1. ledna 1981, kdy došlo k jeho přestěhování na Kavčí hory, poté přebudoval OKD kapli na Klub Na Petynce, kde se pořádaly koncerty. Klub byl uzavřen v červnu 1994.

### Po roce 1989
Objekt byl vrácen řádu Kongregace školských sester a slouží jako charitní dům.